# 代谢网络
代谢网络（英語：metabolic network）是完整的一决定细胞生理学和生物化学属性的整套代谢与物质过程。这些网络包含了代谢的化学反应以及指导这些反应的调整性相互作用。
随着基因组测序完成，重建从细菌到人类的有机体中的生化反应网络现已成为可能。一些代谢网络已经上线：京都基因与基因组百科全书（KEGG），EcoCyc ，BioCyc 与metaTIGER 。
对于学习及代谢建模来说，代谢网络是十分强大的工具。

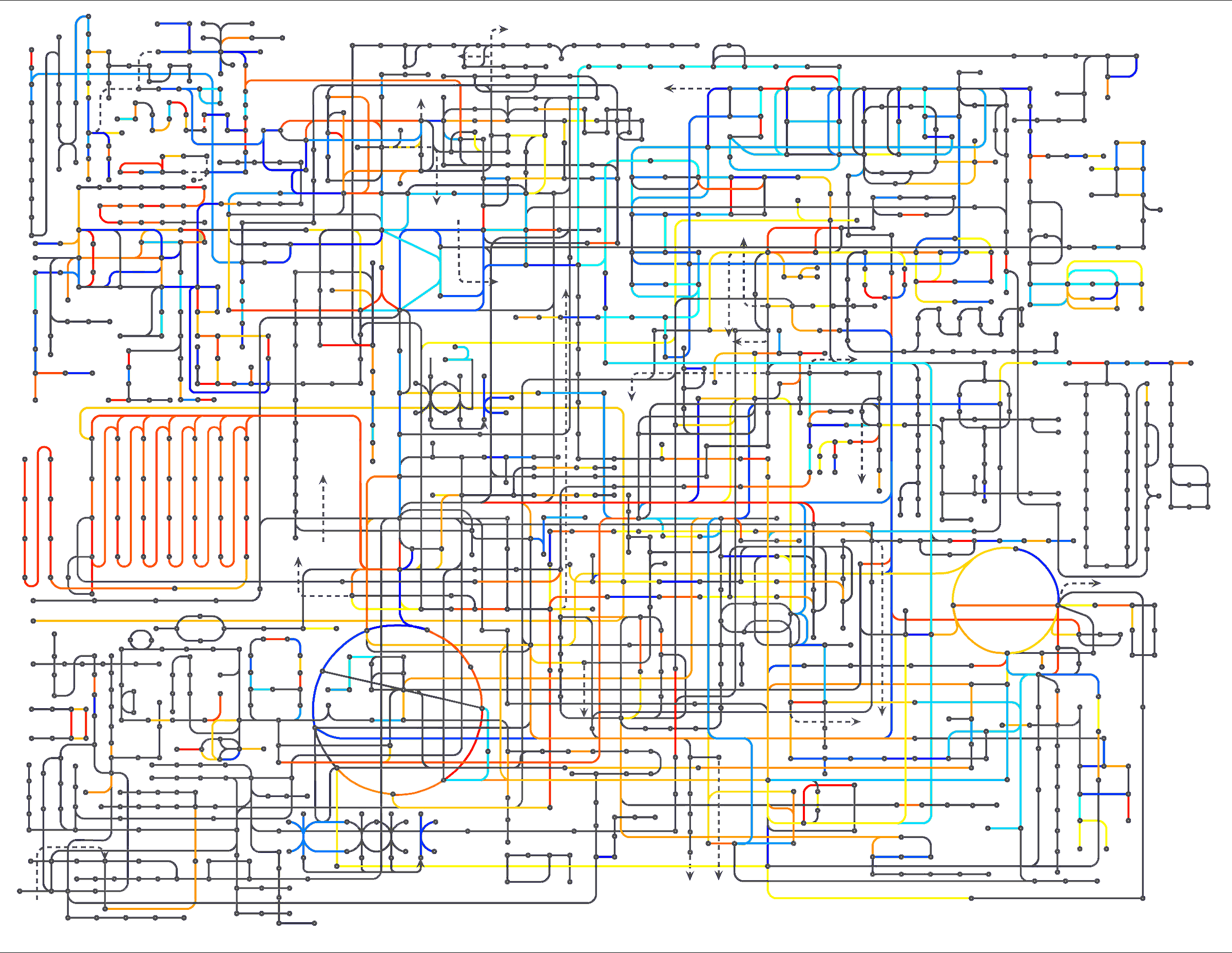
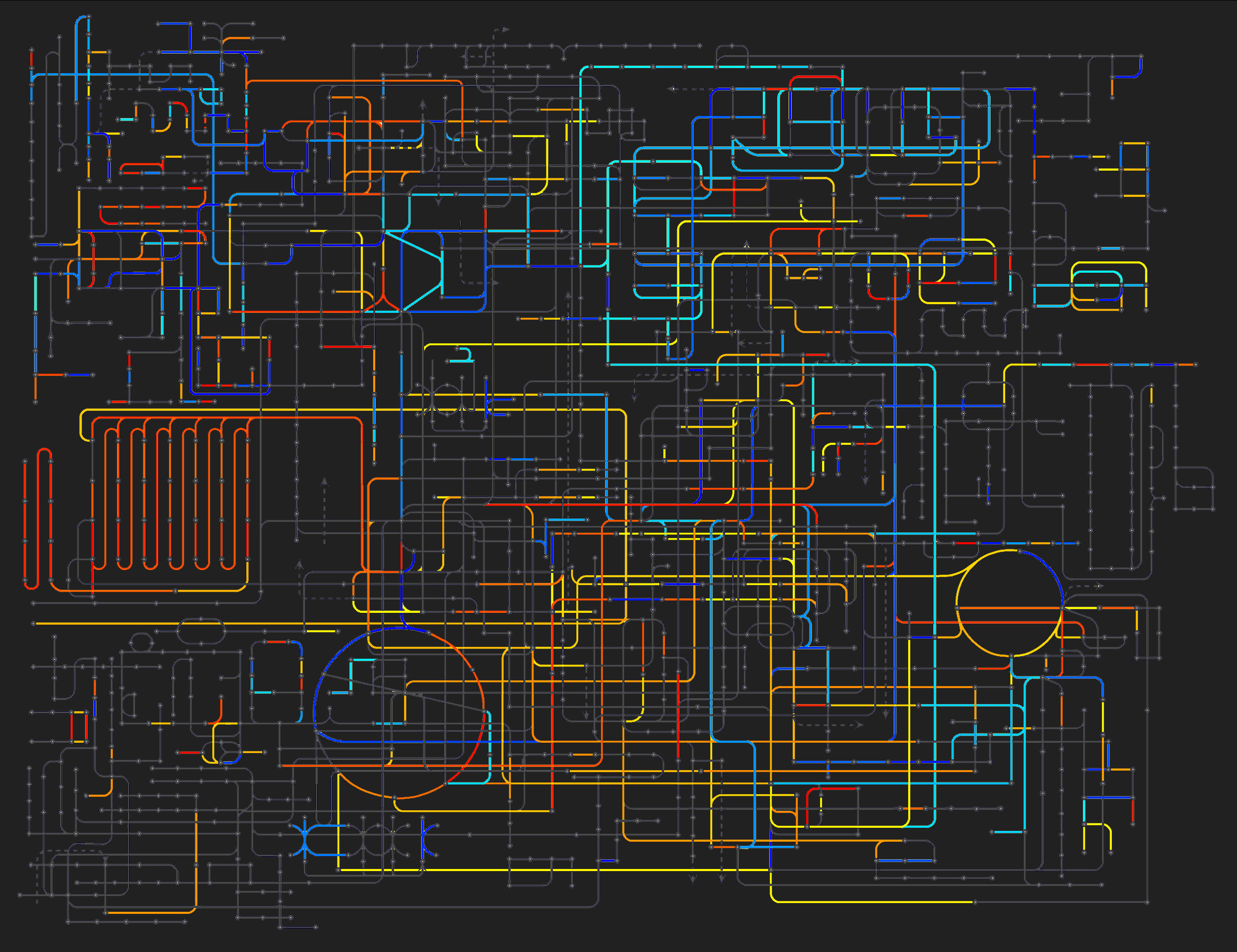

## 用途
代谢网络可用于检测患病患者的合并症模式（comorbidity patterns）。 某些疾病，如肥胖和糖尿病，可同时存在于同一个体中，有时一种疾病是另一种疾病的重要危险因素。 疾病表型本身通常是细胞不能分解或产生必需底物的结果。 然而，一个反应中的酶缺陷可能影响其他后续反应的通量。 这些级联效应将与随后反应相关的代谢疾病联系起来，从而导致合并症效应。 因此，代谢疾病网络可用于确定两种疾病是否由于其相关反应而相关联。